# Generator dymu GD-1
Generator dymu GD-1 (GD-2) – urządzenie do zadymiania będące na wyposażeniu Wojska Polskiego.

## Charakterystyka urządzenia
Projekt generatora dymu GD-1 opracowali w latach 80. XX w. specjaliści Wojskowego Instytutu Chemii i Radiometrii, a ich producentem był zakład doświadczalny tegoż Instytutu. Urządzenie jest przeznaczone do stawiania maskujących zasłon dymnych metodą ciągłą lub przerywaną. Pracuje na zasadzie termicznego odparowania czynników dymotwórczych w strumieniu gorących gazów, a następnie kondensacji tych par w atmosferze. Jest montowane na dwuosiowej przyczepie, ciągniętej przez samochód ciężarowo-terenowy.
Dane taktyczno-techniczne
- długość zasłony dymnej – 500 m,
- szerokość zasłony dymnej – 150 m.
- zużycie paliwa:
  - silnik S-101AM – 2 dm³/h benzyny,
  - zespół palnikowy – 15 dm³/h oleju napędowego.
- zużycie czynników dymotwórczych:
  - olej maszynowy – 240 dm³/h,
  - woda – 50 dm³/h.
- wielkość pojemnika:
  - na etylinę – 6 dm³,
  - na olej napędowy – 55 dm³,
  - na olej maszynowy – 320 dm³,
  - na wodę – 45 dm³,
- obsługa – 1 żołnierz.

## Budowa GD-1
W skład generatora wchodzi:
- zespół napędowy,
- układ paliwowy,
- układ hydrauliczny czynnika dymotwórczego,
- instalacja wodna wentylatora powietrza,
- zespół palnikowy,
- komora spalania,
- instalacja elektryczna prądu stałego 24 V,
- przyczepa PN-1,5,
- rama nośna,
- obudowa generatora,
- silnik,
- pokrowiec.

## Generator dymu GD-2
Generator dymu GD-2 opracowali wspólnie specjaliści z Instytutu Techniki Wojsk Lotniczych i Wojskowego Instytutu Chemii i Radiometrii. Urządzenia specjalne generatora zamontowane są na podwoziu samochodu Star 266. 
Dane taktyczno-techniczne
- długość zasłony dymnej – 1500 m,
- szerokość zasłony dymnej – 150 m,
- czas osiągnięcia gotowości do zadymiania – 8 do 10 minut,
- czas wytworzenia przez generator zasłony dymnej – około 4 minut.
- objętość zbiorników:
  - na czynnik dymotwórczy – 2 x 1050 dm³,
  - na wodę – 2 x 225 dm³.
- masa generatora z napełnionymi zbiornikami – 10 850 kg,
- obsługa – dowódca i operator-kierowca.